# Внешняя политика Того
Внешняя политика Того — это общий курс Того в международных делах. Внешняя политика регулирует отношения Того с другими государствами. Реализацией этой политики занимается Министерство иностранных дел Того.

## История
В своей внешней политике Того ориентируется на Движение неприсоединения, хотя поддерживает сильные исторические и культурные связи с Западной Европой, особенно с Францией и Германией. Президент Того Гнассингбе Эйадема был особенно расположен к Франции, так как проходил службу во французской армии в 1950-х годах. Гнассингбе Эйадема установил хорошие отношения с президентом Франции Жаком Шираком. В отношениях с Германией имеется некоторая напряженность, связанная с вопросами о демократии и правах человека в Того. Французское влияние и культура являются доминирующими в Того, несмотря на то, что были предприняты властями меры к африканизации, например, отказ регистрировать «иностранные» имена для жителей Того и решение президента страны в 1975 году принять африканское имя. Официальный язык в стране французский, обучение в институтах и школах ведется на этом языке, а судебная система функционирует по аналогии с судебной системой Франции. Экономика страны также связана с Францией, через Франк КФА BCEAO.
С начала 1990-х годов помощь Европейского союза Того была приостановлена из-за проводимой этой страной политики. Международный валютный фонд тоже свёл к минимуму помощь Того, хотя Всемирный банк и Банк развития Африки продолжили участвовать в некоторых проектах в этой стране. В середине 2004 года правительство Того и Европейский союз начали переговоры о расширении сотрудничества. Одним из условий ЕС было организация переговоров между действующим правительством Того и оппозицией. В апреле 2006 года состоялись переговоры политиков Того с оппозиционными лидерами, был составлен план для проведения дальнейших реформ, в том числе создание правительства национального единства, основной задачей которого было проведение свободных выборов в законодательные органы. 19 ноября 2007 года Европейский союз объявил, что отношения с Того значительно улучшились после политических реформ, которые были проведены после смерти Гнассингбе Эйадемы.
Того поддерживает отношения с Китайской Народной Республикой, Северной Кореей и Кубой. В 1987 году Республика Того установила отношения с Израилем. В 1999 году вооружённые силы Того участвовали в миссии ECOMOG в Гвинее-Бисау, а в 2003 году тоголезские миротворцы были введены в Либерию. Того является членом Экономического сообщества стран Западной Африки.
Отношения между Того и соседними государствами в целом хорошие. В 1960-х годах отношения между Ганой и Того были нестабильны, негативными факторами были политические разногласия и контрабанда через их общую границу. В середине 1970-х годов президент Того генерал Гнассингбе Эйадема заявил о территориальных претензиях на всю территорию соседней Ганы. 26 января 1993 года в Того произошли волнения, которые были жестоко подавлены правительственными властями и в результате чего сотни тысяч тоголезцев бежали в Гану. В конце января 1993 года ганские войска были приведены в состояние полной боевой готовности, хотя министр иностранных дел Ганы Обад Асамоа выступил с заявлением, что эти действия не направлены против Того. В мае 1993 года правительство Того частично закрыло границу с Ганой, выезд разрешался только тем у кого есть специальное разрешение от министерства внутренних дел. К началу июня 1993 года около половины из 600 000 жителей Ломе бежали в соседние Гану и Бенин. В январе 2001 года президент Ганы Джон Куфуор посетил Того с официальным визитом, стороны договорились открыть новую главу в отношениях между странами. В 2005 году отношения между Ганой и Того находились на самой высокой отметке за последние четыре десятилетия.
Между Бенином и Того сложились дружественные отношения. Негативным фактором осложняющим отношения между государствами является внутренняя политическая нестабильность Того, вследствие чего в Бенин прибывало большое количество беженцев из этой страны. Правительство Бенина прикладывало усилия в качестве посредника для разрешения внутренних неурядиц соседнего государства. Того поддерживает тесные отношения с Буркина-Фасо, в 2012 году правительства этих стран заключили соглашение о развитии транспортного сообщения. Правительство Того поддерживает на высоком уровне отношения с США и Россией.